# Теплоухов Сергій Олександрович
Сергій Олександрович Теплоухов (3 березня 1888, Іллінське, Пермська губернія - 10 березня 1934, Ленінград) — антрополог фіно-угорської історії Уралу, учень українського вченого Федора Вовка

## Походження
Теплоухов походив із сім'ї, багато представників якої серйозно займалися наукою. Його дід Олександр Юхимович був кріпаком графів Строганових, але здобув освіту в Петербурзі та Дрездені. Він багато років прислужував у пермських володіннях Строганових, а вийшовши на пенсію, зайнявся археологією: найповніше О.Ю Теплоуховим розкопано Гарівське та Іллінське костища. Також він вивчав минуле фінно-угорського населення Уралу. Він був членом багатьох російських та світових наукових товариств. Його син Федір Олександрович і онук Олександр Федорович теж здобули вищу освіту і зробили свій внесок в археологію та етнографію Уралу.
У Олександра Юхимовича був інший син — Олександр, але про нього відомо дуже мало, подальша його доля невідома.

## Біографія
Сергій Теплоухов у дитинстві захоплювався орнітологією та під керівництвом дядька, Федора Олександровича зібрав унікальну колекцію. У 1907 році він закінчив Пермське реальне училище і вступив до Казанського університету, на природне відділення фізико-математичного факультету. У студентські роки займався орнітологією та палеонтологією. Тоді ж він зацікавився антропологією, етнографією та археологією. Закінчив навчання у 1912 році. Після здобуття зоологічної спеціальності Теплоухов обирає другу спеціальність – антропологію та працює на кафедрі географії, під керівництвом професора Б. Ф. Адлера. З метою перевірки гіпотези про саяно-алтайську прабатьківщину фінів, у 1913 відряджений до Урянхайського краю.
У 1913 році Теплоухов очолив антропологічну експедицію в Туву, результатом якої стало спростування теорії Матіса Кастрена, який вважав Саяно-Алтайську область прабатьківщиною фінно-угрів, під час дослідження зібрав велику колекцію предметів побуту.
У 1914 Стажувався в Санкт-Петербурзького університету. Тут вчителями Теплоухова були професори П. І. Броунов з географії та Ф. К. Волков з антропології. У 1914 році він проводив обстеження археологічних старожитностей, що були знайдені при торф'яних розробках з дна Шигірського та Аятського озер ( кераміка, вироби з каменю, дерева, кістки, бронзи) на Середньому Уралі. Він з'ясував, що йдеться про своєрідну неолітичну культуру. У тому року Теплоухов було переведено до Петроградський університет. У 1915 та 1916 роках він проводив обстеження антропологічного типу перм'яків, у 1917 році вивчав культуру уральських тюрків, зокрема башкир.
У 1917 році Теплоухов повернувся до Казані. Поїхавши в 1918 році до Перм до родичів, він опинився на території, зайнятій військами Колчака. Викладав у Пермському університеті, який у 1919 році за розпорядженням Колчака евакуйовано до Томська. Там Теплоухов познайомився із археологом С. І. Руденко , головою Мінусинської експедиції. Руденко направив Теплоухова вивчати археологічні давнини Мінусинської улоговини.
Навесні 1922 року Теплоухов разом із Руденком та своїм учнем М. П. Грязновим переїхав до Петрограда. Теплоухов служив в Академії історії матеріальної культури, Російському музеї та Петроградському (пізніше Ленінградському) університеті. Майже щороку він виїжджав в експедиції: до Мінусинського краю, Киргизії. В 1925 брав участь в експедиції в Монголію під керівництвом П. До. Козлова , у розкопках гуннського могильника Ноїн-Ула.

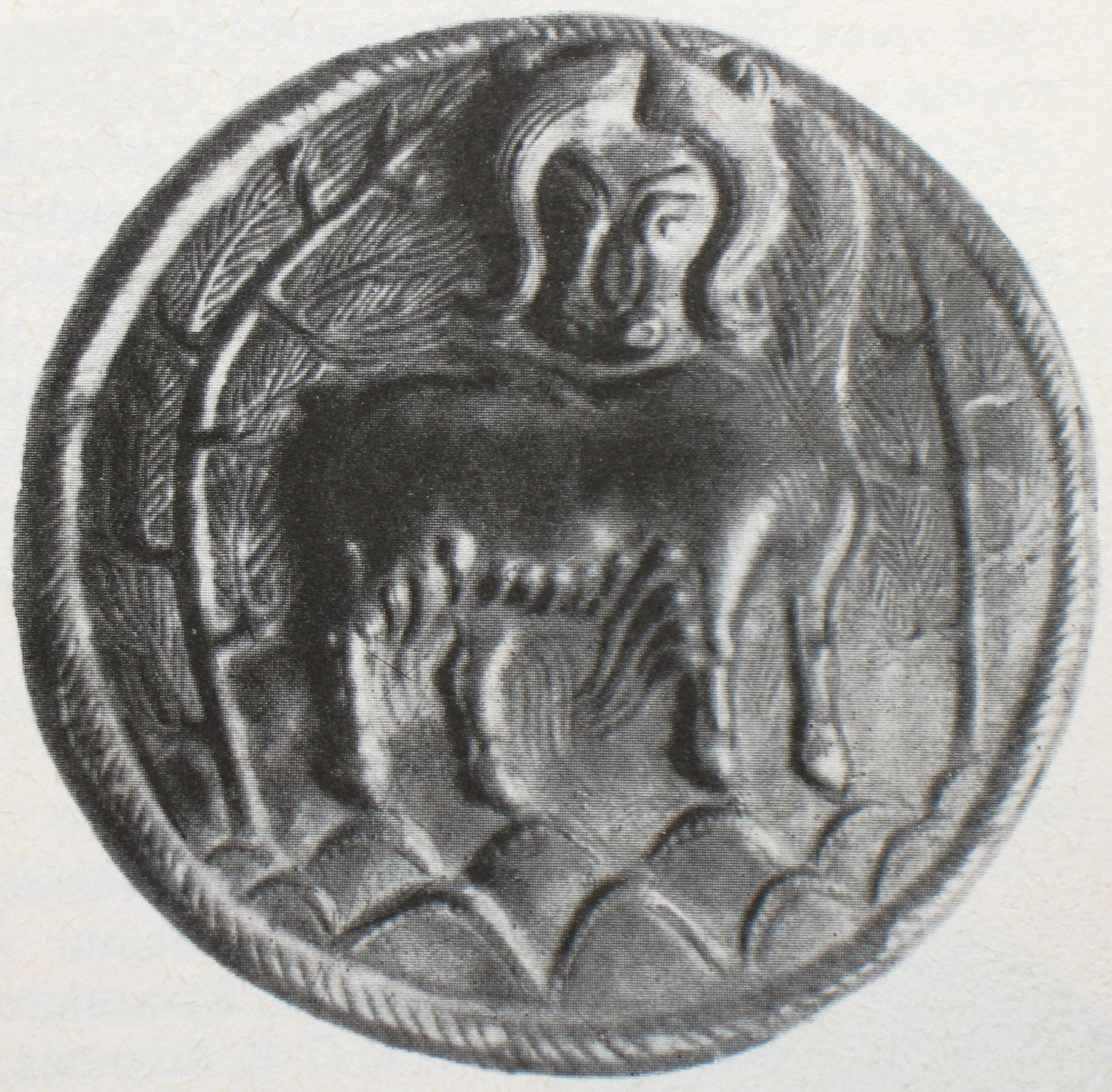
Знахідка при розкопках Ноїн-Ула

Він брав участь у наукових конференціях, зокрема, у третьому Всеросійському з'їзді зоологів, анатомів, гістологів у Ленінграді ( 1927 ), у Першій археологічній конференції у Москві ( 1931 ).
У 1919-1929 Теплоухов — доцент, професор Томського університету по кафедрі географії та антропології. У 1920 році очолив археологічний загін географічної експедиції Томського університету і приступив до багаторічних археологічних досліджень, завданням яких було створення класифікації археологічних пам'яток Мінусинської улоговини. З цією метою Теплоухов у 1920-1929 провів систематичні розкопки різноманітних могильників на околицях с. Батені (сучасний Боградський район Хакасії).
На основі зібраного в Мінусинській улоговині матеріалу Теплоуховим була створена класифікаційна система археологічних культур улоговини, опублікована в закінченому вигляді в 1929, і в основі своїй зберегла наукове значення і в наші дні. В основу створеної ним класифікації археологічних пам'яток Т.М. поклав зміни могильних споруд, похоронного інвентарю та похоронного обряду. Він визначив характерні ознаки кожної археологічної культури, що існувала в цьому мікрорайоні ( афанасьєвській, андронівській, карасукській, тагарській). Теплоухов відкрив андроновскую культуру (по дер. Андронівка прибл. Ачинська), що належить до бронзового віку. Він чітко визначив, що Мінусинський край є периферією андроновской культури: у наступні роки було виявлено, що андроновцы проживали величезної території, що включає Південний Урал, Північний Казахстан, Західний Сибір. Тепер правильніше говорити про андронівську археологічну спільноту, що складається з низки культур.
На початку 1930-х років, коли археологію було оголошено буржуазною наукою, почалися репресії проти археологів. 26 листопада 1933 року Теплоухов був заарештований у справі «Російської національної партії» («Справі славістів»). У справі цієї вигаданої чекістами «партії» було репресовано багато московських та ленінградських вчених: філологи, археологи, етнографи, мистецтвознавці, хіміки та геологи. Під час слідства Теплоухов змушений був визнати себе винним, а 10 березня 1934 року повісився у камері. Його було реабілітовано 27 травня 1958 року за відсутністю складу злочину.

## Основні праці
- Давні поховання у Мінусинському краї // Матеріали з етнографії. Попелиці, вип. 2. Видання Державного Російського музею. Л., 1927;
- Досвід класифікації стародавніх металевих культур Мінусинського краю: (У кр. Викладі) // Матеріали з етнографії. 1929. Т. 4, вип. 2. С. 41-62
- Досвід класифікації стародавніх металевих культур Мінусинського краю // Антологія радянської археології (1917-1933). М., 1995, т. 1.